# Hutha

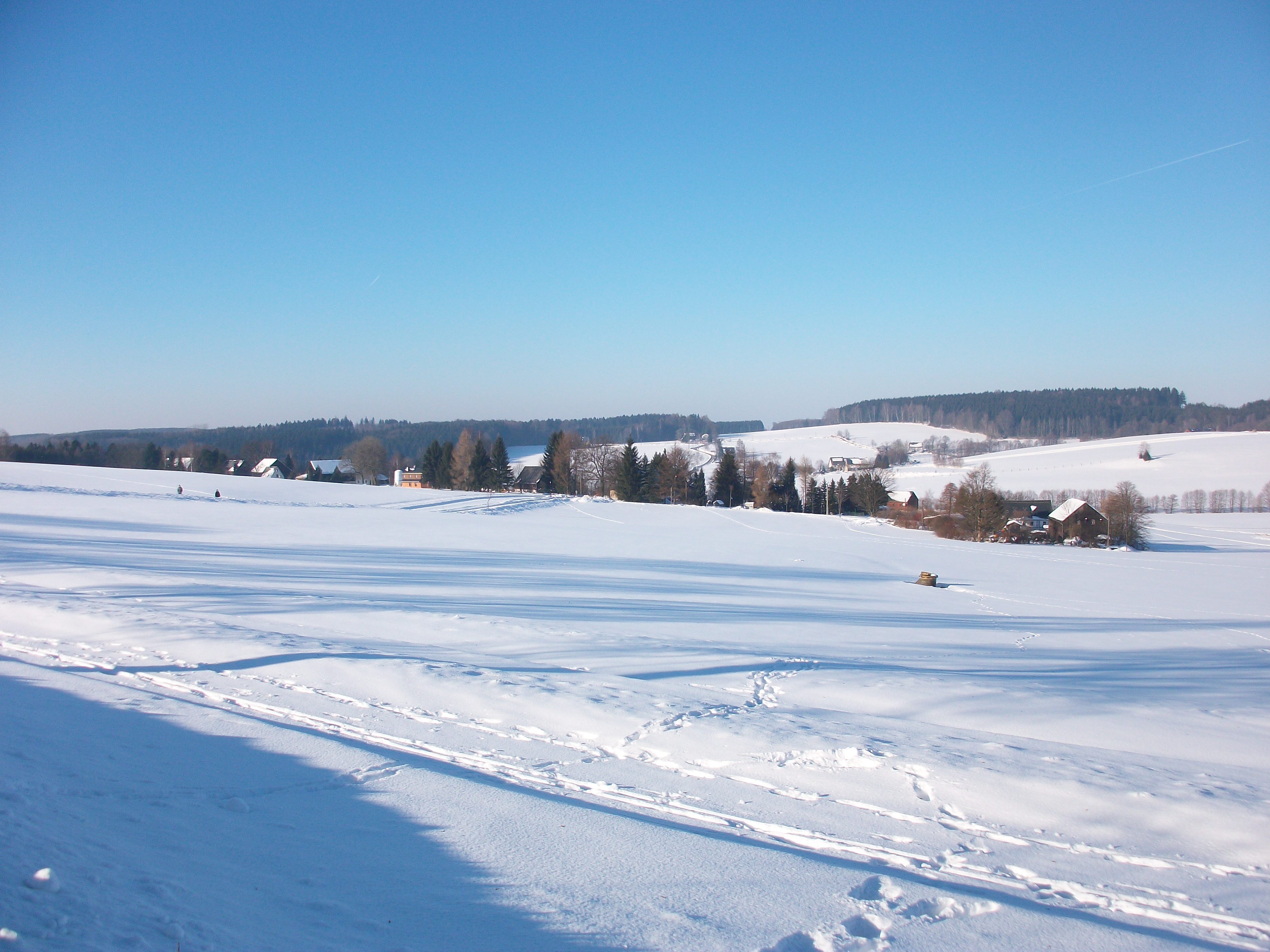
Hutha (vorn) und Neusorge (hinten) im Winter

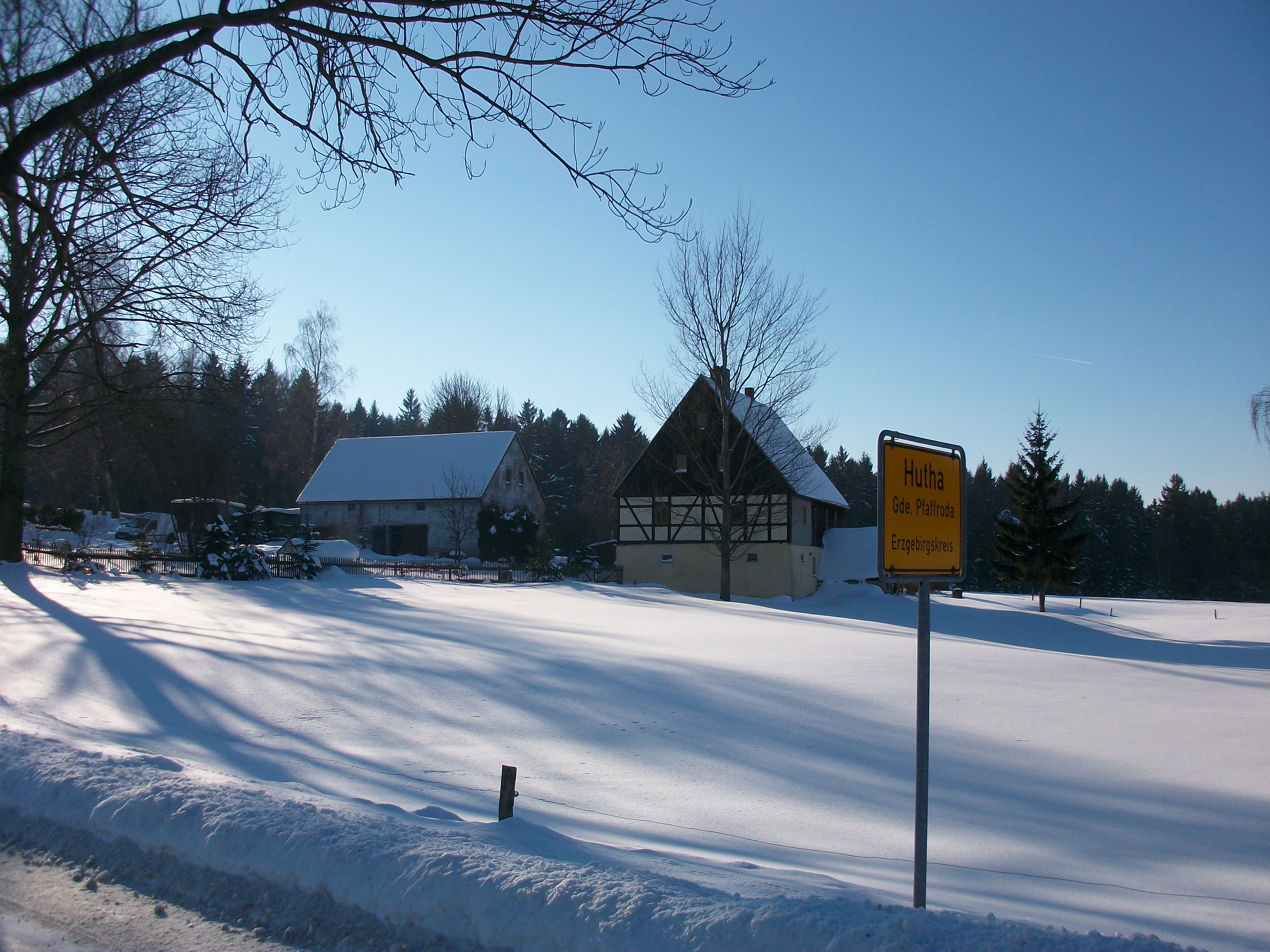
Hutha, historisches Ortseingangsschild (2017)

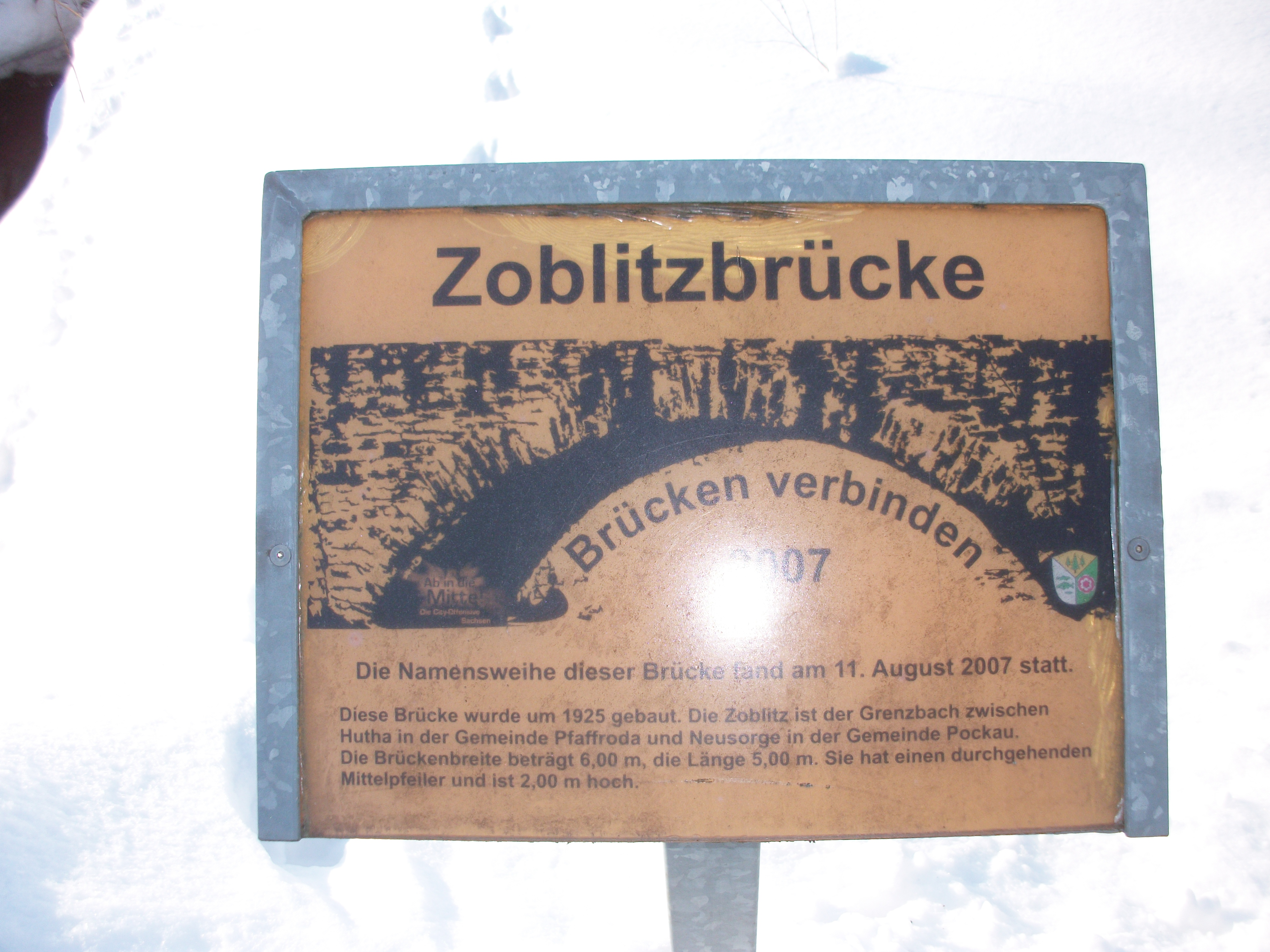
Zoblitzbrücke, Verbindung von Hutha und Neusorge

Hutha ist ein Ortsteil der sächsischen Stadt Olbernhau im Erzgebirgskreis.

## Geografie

### Lage
Das Waldstreifendorf Hutha liegt etwa  5 Kilometer östlich von Pockau im Erzgebirge. Nordöstlich grenzt die zu Forchheim gehörige Häusergruppe Neusorge mit Drachenwald an Hutha. Sie wird durch die Zoblitz, einem Zufluss der Flöha von Hutha getrennt. Südlich und westlich begrenzen die Waldungen Moosheide bzw. Scheitwald die Flur, im Nordosten der Mittel- und Drachenwald.
Über eine Gemeindestraße besteht Anschluss an Hallbach sowie über Neusorge nach Forchheim in der Gegenrichtung.

### Nachbarorte
| Forchheim | Haselbach                                   | Dörnthal |
| Wernsdorf | Kompassrose, die auf Nachbargemeinden zeigt |          |
|           | Reukersdorf                                 | Hallbach |

## Geschichte
Die erste urkundliche Erwähnung datiert von 1661 als die Hutte. 1445 wird das Bestehen einer Glashütte auf dem Gebiet des späteren Hutha erstmals urkundlich (Besitzurkunde der Herrschaft von Schönberg/Purschenstein) erwähnt. Man nimmt an, dass von dieser die erste Ortsnamenform entlehnt wurde. Sie lag gegenüber dem ehemaligen Gasthof an der heutigen Straße von Hallbach nach Forchheim und wurde etwa Ende des 15. Jahrhunderts aufgegeben.
Die spätere Ansiedlung wurde von böhmischen Exulanten auf dem Gebiet eines ehemaligen Vorwerks gegründet.
August Schumann nennt 1817 im Staatslexikon von Sachsen Hutha betreffend lediglich die anteilige Zugehörigkeit „zu den Rittergütern Pfaffroda und Dörrenthal.“ An anderer Stelle erwähnt er, dass die von Blumenau nach Freiberg führende Kohlenstraße, auf der die Holzkohle der „Görsdorf-Blumenauer Flöße“ an die königlichen Schmelzhütten bei Freiberg gefahren werden, Hutha durchschneidet.

Aufschluss über die Gründung der Ansiedlung gibt das Werk „Neue Sächsische Kirchengalerie“, dort heißt es: 

„Hutha auch »die Hütte« oder »die Huthe« genannt, gehörte ursprünglich zum Rittergut Dörnthal. Es stand dort ein Vorwerk. 1639 noch befand sich dort ein Kalbenhof, eine Schäferei, Haus und Hof, aber »bey den unseeligen Kriegszeiten ist es gänzlich ruinieret und eingegangen«. Alles war »verpuschet«, d. h. mit Wald bewachsen. Caspar von Schönberg, dem die Ortschaften Ober-, Klein- und Niederneuschönberg ihr Entstehen verdanken, wollte, wie aus seinem Schreiben vom 17. Juli 1672 an den Oberlandjägermeister Georg Carl von Carlowitz auf Altschönfeld hervorgeht, dort Grund und Boden für acht Ansiedler hergeben, aber sein Gesuch wurde zunächst mit der Begründung abgelehnt, dass die geplanten Häuser einen größeren Raum als das frühere Vorwerk einnehmen würden und dadurch und durch die Vermehrung der Bewohner eine Beunruhigung der Wildbahn zu befürchten sei. Schließlich wurde unter Vorbehalt der Erbbrief über das Dörflein Hutha vom 15. März 1672 genehmigt, und acht Ansiedler bauten sich an, wurden kirchlich nach Hallbach und in Gerichtssachen nach Dörnthal gewiesen.“

1872 wurde Hutha nach Hallbach eingemeindet. 1925 erfolgte der Bau der Zoblitzbrücke, die Neusorge und Hutha seitdem verbindet. Zum 1. Januar 1999 erfolgte der Zusammenschluss der bis dahin eigenständigen Gemeinden von Dörnthal, Hallbach und Pfaffroda b. Sayda zur Gemeinde Pfaffroda, Hutha wurde ein Ortsteil der neuen Gemeinde.
Am 1. Januar 2017 wurde die Gemeinde Pfaffroda mit allen Ortsteilen in die Stadt Olbernhau eingemeindet.

## Entwicklung der Einwohnerzahl
| Jahr | Einwohnerzahl  |
| ---- | -------------- |
| 1708 | 8 Feuerstätten |
| 1834 | 64             |

| Jahr | Einwohnerzahl |
| ---- | ------------- |
| 1871 | 76            |
| 1890 | 65            |